# Zatoka Honduraska
Zatoka Honduraska (hiszp. Golfo de Honduras,  ang. Gulf of Honduras) – otwarta zatoka Morza Karaibskiego, położona u wybrzeży Belize, Gwatemali i Hondurasu. W zachodniej części znajduje się mniejsza zatoka Amatique. Maksymalna głębokość zatoki wynosi 54 m. Temperatura wód powierzchniowych wynosi 27 °C, a średnie zasolenie – 36‰. Wysokość pływów dochodzi do 70 cm. Na wodach Zatoki Honduraskiej znajdują się liczne wysepki, skały i rafy, z których najbardziej znane są Pelican Cays. Zatoka graniczy z drugą pod względem długości rafą koralową na świecie Wielką Mezoamerykańską Rafą Koralową.
Do zatoki uchodzi 12 rzek w tym Dulce, Motagua i Ulúa o łącznym symulowanym przepływie 1232 m³/s. Rozwój rolnictwa i przemysłu doprowadził, że rzeki nanoszą coraz  więcej osadów, składników odżywczych oraz zanieczyszczeń, które mogą zagrażać rafie koralowej. Ważniejsze porty nad Zatoką Honduraską to: Belize (Belize), Puerto Barrios (Gwatemala), Puerto Cortés i La Ceiba (Honduras).
Wody zatoki zamieszkują takie ryby jak: Lucjanowate (w tym Lutjanus buccanella, Lutjanus cyanopterus, Lutjanus analis) Epinephelus (w tym Epinephelus itajara, Epinephelus guttatus), tarpon atlantycki, anchoa, karita, żaglica. 
Część obszarów zatoki wchodzi w skład kilku rezerwatów w tym rezerwatu morskiego Port Honduras Marine Reserve mającego powierzchnię 409 km² i chroniącego przybrzeżny ekosystem zatoki oraz rezerwatu półwyspu Punta de Manabique.